# Jeff Satur

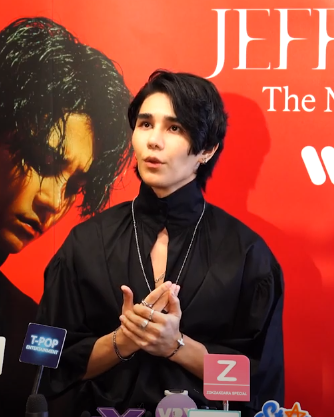
Jeff im Jahr 2021

Worakamol Satoe (thailändisch วรกมล ซาเตอร์; * 6. März 1995), Spitzname Jeff Satur (thailändisch: เจฟ ซาเตอร์), ist ein thailändischer Sänger, Schauspieler und Model chinesischer, britischer und thailändischer Abstammung.

## Leben
Jeff wurde am 6. März 1995 in Bangkok, der Hauptstadt Thailands, geboren. Er hat einen jüngeren Bruder namens Jesse. Die beiden sind im gleichen Alter und ähneln sich im Aussehen, weshalb Jesse von Reportern mit seinem älteren Bruder Jeff verwechselt wurde.
Als er am Vorsprechen für die erste Staffel von The Voice in Thailand teilnahm, wurde er von der RS Group als Praktikant des Kamikaze-Labels rekrutiert. Er debütierte 2013 mit The Demo; von 2014 bis 2016 verwendete er den Namen Jeff Garden Music. Er unterbrach seine Schauspielkarriere im Jahr 2017. Von 2018 bis Anfang 2020 war er Trainee beim GRAND MUSIK-Label von GMM Grammy; er veröffentlichte Anfang 2021 eine Single über Passenger Records; und seit November 2021 ist er Künstler von Wayfer Records, einem Label von Warner Music Thailand. Während dieser Zeit arbeitete er an einer Single, die im Januar 2022 über das Tero Music-Projekt veröffentlicht wird.
Seit 2018 nimmt er am Warpers-Projekt teil. 2019 wirkte er erstmals als Schauspieler im Kurzfilm He She It mit und arbeitet weiterhin in TV-Serien und Bühnenstücken mit. Im Jahr 2022 erregte er Aufmerksamkeit durch seinen Auftritt in KinnPorsche und das Singen des Titelsongs แค่เธอ (Why Don't You Stay). Er kam von Juli 2022 bis Februar 2023 zu Be On Cloud. Während dieser Zeit verwalteten das Unternehmen und Warner Music Thailand gemeinsam seine Schauspielarbeit.
Jeff trat 2022 zum ersten Mal im Bühnenstück Closer auf. Das Bühnenstück wurde von LiFE Creator produziert und basiert auf dem Werk des britischen Dramatikers Patrick Marber aus dem Jahr 1997. Jeff nahm an sieben Aufführungen im August teil und schrieb und sang auch Lieder für das Bühnenstück, das später in Stranger umbenannt und offiziell veröffentlicht wurde.
Ab November 2022 wird das persönliche Studio Studio On Saturn extern betrieben.
Im Februar 2023 findet das erste Solokonzert JEFF SATUR LIVE ON SATURN im Ausland in Indonesien statt und wird nach Singapur, Bangkok und in andere Städte touren. Im Juli desselben Jahres reiste er nach Brasilien, um auf einem Musikfestival aufzutreten.

## Filmografie (Auswahl)
Serien
- 2019: He She It
- 2020: Ingredients
- 2022: KinnPorsche the Series La 'forte
- 2023: Wuju Bakery (Erscheinungsjahr voraussichtlich 2024)
- 2025: Happy Ending (Erscheinungsjahr voraussichtlich 2025)